# Joanne Lees: Murder in the Outback
Joanne Lees: Murder in the Outback (br: Morte na Estrada) é um telefilme australiano do ano de 2007, foi escrito por Kate Brooke e dirigido por Tony Tilse. Foi produzido pelo Channel Ten e a ITV Productions, e foi ao ar na Austrália no Channel Ten em 18 de março de 2007, e no Reino Unido na ITV , em um domingo em 08 de abril, onde foi intitulada "Murder In The Outback".
Baseado na história real do assassino Bradley John Murdoch que assassinou o mochileiro inglês Peter Falconio na Austrália.

## Sinopse
Durante uma despreocupada e romântica viagem pelo interior da Austrália, o jovem casal britânico Joanne Lees e Peter Falconio parece estar se divertindo muito. Até que numa noite, já de madrugada, um homem faz sinal para pararem e lhes avisa que há fagulhas saindo de seu radiador. Quando Peter desce para investigar, Joanne ouve um disparo e, rapidamente, é amarrada e jogada na traseira do veículo. Ao menos, é isso que ela alega durante meses de investigações sob forte assédio da imprensa.

## Elenco
- Bryan Brown... Rex Wild QC
- Joanne Froggatt... Joanne Lees
- John Wood... Grant Algie
- Tom Long... Tony
- Asher Keddie... Anne
- Richard Carter	... Bradley Murdoch